# كارل غرونبيرغ
كارل غرونبيرغ (بالإنجليزية: Carl Grünberg) (و. 1861 – 1940 م) هو سياسي، ومؤرخ، وأستاذ جامعي، وعالم اجتماع، واقتصادي ألماني، ولد في فوكشاني، كان عضوًا في الحزب الديمقراطي الاجتماعي النمساوي، توفي في فرانكفورت، عن عمر يناهز 79 عاماً.